# Øksnavadporten (przystanek kolejowy)
Øksnavadporten – kolejowy przystanek osobowy w Øksnavadporten, w regionie Rogaland w Norwegii, jest oddalony od Stavanger o 22,42 km, a od Oslo Sentralstasjon o 576,10 km.

## Ruch pasażerski
Należy do linii Sørlandsbanen. Jest elementem Jærbanen – kolei aglomeracyjnej w Stavanger i obsługuje lokalny ruch między Stavanger, Nærbø i Egersund. Pociągi odjeżdżają co pół godziny do Nærbø i co godzinę do Egersund.

## Obsługa pasażerów
Poczekalnia, parking na 42 miejsca, parking rowerowy. Odprawa podróżnych odbywa się w pociągu.